# Immédiateté impériale

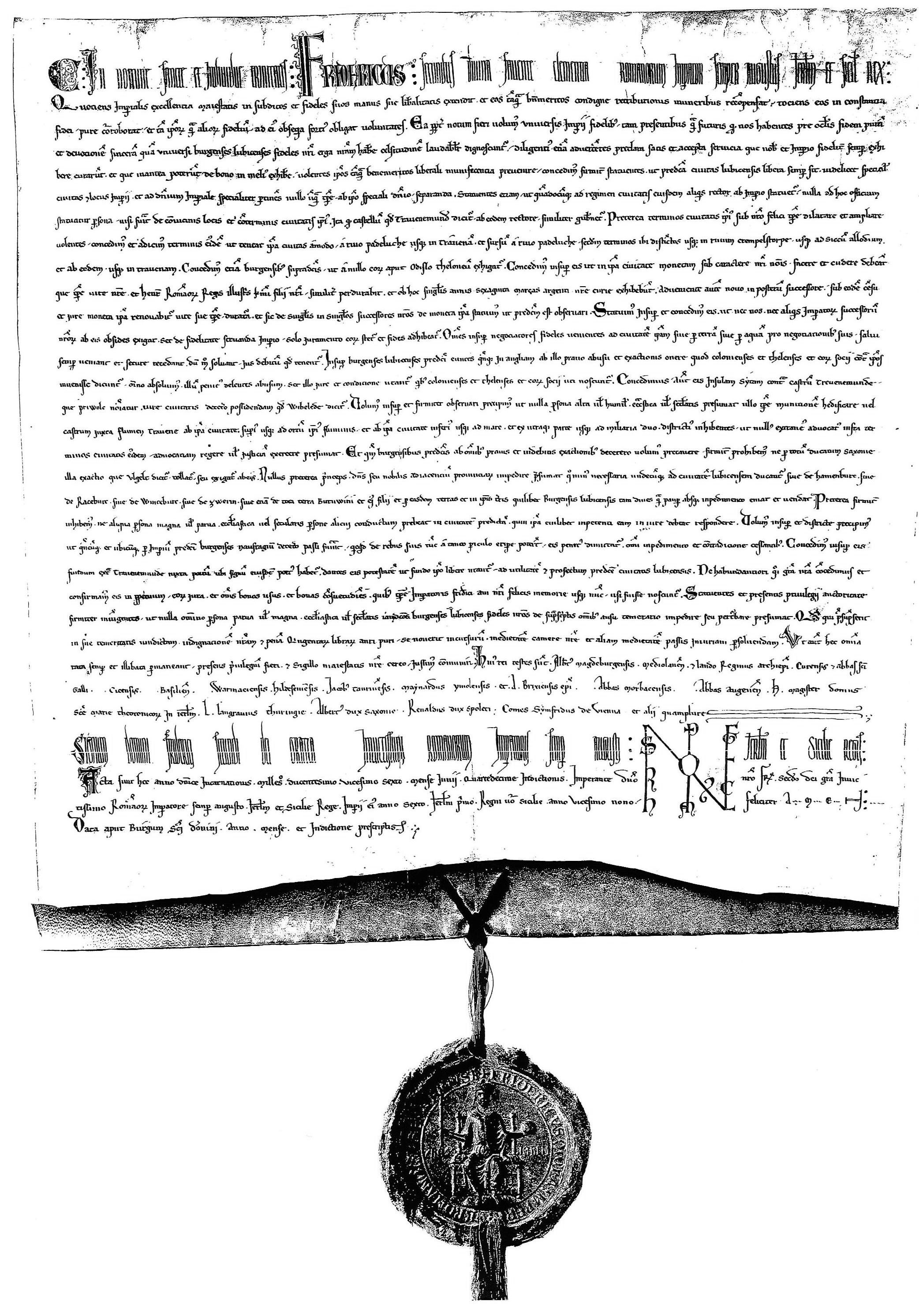
Lettre de crédit signée en 1226 par l'empereur Frédéric II, conférant à Lübeck son statut d’immédiateté impériale.

L'immédiateté impériale ou immédiateté d'Empire, en allemand Reichsfreiheit ou Reichsunmittelbarkeit, était un privilège féodal et un statut politique accordé par l'empereur dans le Saint-Empire romain germanique à certaines villes, abbayes, principautés ou membres de la noblesse du Saint-Empire. Le terme immédiat signifie « sans intermédiaire ». 

## Principe
Les villes, abbayes ou territoires jouissant de l'immédiateté impériale relevaient directement de l'empereur (qui portait aussi le titre de roi des Romains) et de ce fait n'étaient pas assujettis à un seigneur local. Cette immédiateté correspondait de facto à une quasi-indépendance, la tutelle impériale étant lointaine et légère. 
Les privilèges et statuts liés à l'immédiateté étaient fort variés, étant souvent la conséquence de contingences historiques ou encore de la capacité du bénéficiaire de les faire respecter :
- les villes impériales (dites aussi royales ou libres) dépendaient directement de la justice de l'empereur et de sa fiscalité, mais il existait une grande diversité dans les franchises obtenues ;
- pour les nobles, tenir un fief impérial et être de haut lignage constituaient des critères décisifs. Cependant, vers la fin du Moyen Âge, les comtes bénéficiaient généralement de l'immédiateté, même s'ils tenaient souvent leur fief de princes voisins ;
- l'immédiateté des princes ecclésiastiques reposait sur l'immunité octroyée par le souverain (privilèges d'Empire), même si les prélats immédiats n'étaient pas tous liés à l'empereur par une inféodation directe.

La position privilégiée que donnait l'immédiateté avait pour contrepartie l'aide et le conseil à fournir à l'empereur. À l'époque moderne, ils consistaient à fréquenter la diète d'Empire et à payer des redevances. La matricule impériale prescrivant ces deux obligations répertoriait les villes et les États immédiats, mais non les nobles : il en existe plusieurs, mais on se réfère généralement à celle de 1521.
Les dispositions constitutionnelles des traités de Westphalie renforcèrent considérablement l'immédiateté impériale, en proclamant que tout État immédiat a, chez lui, la supériorité territoriale. L'Empire se trouva ainsi morcelé et l'autorité de l'empereur considérablement affaiblie.
Le processus consistant à briser l'immédiateté impériale s'appelle médiatisation. Il fut appliqué par le recès d'Empire de 1803 pour réorganiser le Saint-Empire en supprimant les principautés ecclésiastiques et parallèlement en autorisant les princes allemands à confisquer les biens des abbayes.
Par le traité signé le 8 juin 1815, les États qui n'avaient pas été médiatisés et ceux qui avaient été restaurés devinrent membres de la Confédération germanique.

## Critères d'immédiateté
Pour reconnaître et affirmer l'immédiateté d'une ville ou d'une personne il faut :
- que la ville, le fief ou la personne ne soit vassal de nul autre que de l'empereur ;
- que son autorité ait été reconnue ou accordée par l'empereur ;
- lors d'un anoblissement, que l'immédiateté soit clairement établie par les lettres patentes.

Si ces critères ne sont pas réunis, le territoire ou la personne sera considéré comme médiate. À noter que l'accès à la diète d'empire ou le paiement d'un impôt direct à l'empereur ne sont pas en soi une preuve d'immédiateté. 
Inversement, les critères suivants ne sont pas des éléments de remise en question de l'immédiateté :
- d'avoir comparu devant une tierce juridiction ;
- d'avoir prêté hommage à un autre seigneur ;
- pour une ville ou un territoire : sa petite taille, sa faible puissance ou le fait d'être enclavé a l'intérieur d'un autre[3].